# ProfMedia Business Solutions
ProfMedia Business Solutions — российская сервисная компания. Полное наименование — Общество с ограниченной ответственностью «ПрофМедиа Бизнес Солюшнс». Штаб-квартира — в Москве.
Основана в 2007 году.

## Собственники и руководство
Сервисная компания принадлежит холдингу «Проф-Медиа», акционером которого является финансово-промышленная группа «Интеррос».
Генеральный директор — Светлана Фефилова.
21 февраля 2014 года компания была продана Газпром-Медиа Холдинг.

## Клиенты
Клиенты PMBS:
телеканалы
- ТВ3
- 2x2
- Пятница!
- Феникс Плюс Кино

интернет
- Рамблер
- Lenta.ru

медиабизнес
- Проф-Медиа

кинопроизводство
- Централ Партнершип

радиостанции
- Авторадио
- NRJ
- Юмор FM
- Радио Romantika
- Радио 101

газеты и журналы
- Афиша
- Афиша-Мир
- Афиша-Еда

стратегическое управление
- Adva Capital